# 坂根田鶴子
坂根 田鶴子（さかね たづこ、1904年12月7日 - 1975年9月2日）は京都出身の映画監督、映画製作者。溝口健二の下でキャリアを積み、1936年に『初姿』を監督して、日本最初の女性映画監督となった。

## 生涯
1904年（明治37年）12月7日、京都市上京区で縮緬織りの織元だった父・坂根清一と母・志げの間に6人兄弟の長女として生まれる。母の生家佐久間家は丹後の旧家であったが、跡取りがいなかったため、田鶴子は2歳で佐久間家の当主として登録され、佐久間田鶴子となる。しかし、田鶴子は生涯父方の苗字「坂根」を使い続けた。
夫妻の6人の子供たちのうち、長生きしたのは長男の鋭郎と長女の田鶴子の2人だけであった。父が発明で財をなしたため家は裕福で、田鶴子は今出川幼稚園から中立売小学校、京都府立京都第一高等女学校（現在の京都府立鴨沂高等学校）へ進んだ。「府一」と称された同校は京都の名門校であった。卒業後は勉強を続けたい本人の希望に沿って同志社女子専門学校英文科（現在の同志社女子大学）へ進学した。
1923年、田鶴子は「家事都合」を理由に専門学校を中退、翌年3月に母志げが47歳で急死した。すぐに大定ツルという女性が後妻として入った。亡母の勧めていた見合い話に沿って田鶴子は高岡という産婦人科医と見合いをし、1925年に21歳で結婚した。しかしこの結婚生活はうまくいかず、田鶴子は家を出て実家に戻った。出戻った田鶴子に周囲の目は冷たく、彼女は自分で働いて生きていこうと決意。映画業界を志し、父に紹介されて1929年に日活京都太秦撮影所に監督助手として就職した。そこで田鶴子は前任者の合田光枝（女優原節子の実姉）と入れ替わる形で映画監督・溝口健二の下につくことになり、健二・千枝子（千恵子とも、本名：田島かね）夫妻の知己を得た。以降、田鶴子は溝口組の一員として映画作りに携わり、実務を学んでいく。
1932年に溝口が日活を退社して新興キネマへ移ると田鶴子も誘われて同社へ移った。（以降、溝口が会社を移ると田鶴子もそれについていくことになるが、当時の映画業界は徒弟制度の性格が強かったため、このようなことがよく起こった。）溝口はそこで『滝の白糸』（1933年）や『祇園祭』（1933年）、『神風連』（1934年）と続けて撮り、田鶴子は監督助手として溝口を助けた。1933年、「滝の白糸」を共同制作した入江プロから田鶴子に監督をやってみないかという声がかかったが、結局実現しなかった。1934年に溝口は田鶴子を連れて東京へ移り、日活多摩川撮影所へ入社した。このころ、再び田鶴子に監督昇進の声がかかったが、スタッフたちの反応が冷たく、実現に至らなかった。このとき、田鶴子はウェブスターの『足長おじさん』の映画化を企画していたという。）。失意の田鶴子は溝口に誘われるままに再び京都に戻り、できたばかりの第一映画に入社した。京都で父の近くで暮らし始めた田鶴子は溝口の下で『折鶴お千』、『マリヤのお雪』、『虞美人草』（すべて1935年）の助監督を務めた。
32歳の田鶴子に再び監督昇進の声がかかった。ここに至ってようやく実現し、田鶴子は小杉天外原作の『はつ姿』を映画化することになった。『初姿』は高柳春雄が脚本を書き、田鶴子がメガホンをとった。溝口も監督補導として作品に名前を連ねている。キャストは月田一郎、大倉千代子らであった。映画は完成し、1936年3月5日に封切られた。こうして坂根田鶴子は日本初の女性映画監督となった。『初姿』は興業的には成功せず、批評家からも良い評判が得られなかったが、田鶴子は屈せず、溝口と映画を作り続けた。
当時は映画産業の隆盛期で人材も流動していた時代、溝口は経営状況の悪化した第一映画を離れ、新興キネマ、松竹下加茂撮影所と職場を移していく。田鶴子は溝口の後をついていった。そこで生まれたのが『残菊物語』（1940年）、『浪花女』（1940年）であった。『浪花女』では溝口が初めて田中絹代をキャスティング。以降、2人はコンビで優れた作品を生み出していく。そして絹代は後に日本で2人目の女性映画監督になる。この頃、溝口との距離を感じ始めた田鶴子はどうしてもまた監督がやりたいと思い、溝口の推薦をもらって理研科学映画株式会社へ入社した。そこで彼女は北海道に赴いて、アイヌの暮らしをテーマにしたドキュメンタリー『北の同胞』（1941年）を撮影した。
この頃、田鶴子とも親交の深かった溝口の妻千恵子が精神に変調をきたし、京都府立病院へ入院した。千恵子の入院当日も溝口は撮影所に赴いて仕事を続けたため、話を聞いていたスタッフたちはあっけにとられた。千恵子の入院で混乱したこの時期に溝口は田鶴子にプロポーズしたという。しかし当然受けられるはずもなく、1942年に田鶴子は振り切るように満州に渡って満洲映画協会（満映）に入社した。田鶴子は即戦力として啓民映画部に所属することになった。
新京到着後、さっそく満映で『勤労的女性』なる作品を作り上げた田鶴子は続けて『健康的小国民』、『開拓の花嫁』、『野菜の貯蔵』、『暖房の焚き方』などを撮っていった。日本の敗色濃い中、田鶴子は『室内園芸』、『春の園芸』、『救急ノ基本』、『基本救急法』などを仕上げた。しかし、1945年8月15日に日本は無条件降伏、8月20日にソ連軍が新京に到着。日本に帰れる目処もたたないまま、満映はソ連軍に接収された。やがてソ連軍と入れ替わりに進駐してきた八路軍によって満映のスタッフの一部は東北電影公司に採用され、田鶴子もそこで職を得た。1946年8月に帰国を許され、同年10月21日、田鶴子は50名の日本人と共に新京から錦州を経て日本の土を踏んだ。
京都の実家に戻った田鶴子は下加茂撮影所に溝口を訪ねた。溝口は一瞬田鶴子が誰なのかわからなかった。あまりの変貌に驚いたものの、溝口は再び田鶴子を松竹に戻してくれた。しかし、松竹内での勢力争いもあって田鶴子は助監督として入社できず、編集課の記録係としての採用になった。千枝子の亡弟の妻を事実上の妻としつつ、女優田中絹代との関係も深めていた溝口にとっても、すでに田鶴子は過去の存在であり、単なる記録係以上のものではなかった。
長くヒット作に恵まれていなかった溝口は『夜の女たち』（1948年）のヒットで息を吹き返した。そして1952年に絹代と撮った『西鶴一代女』がヴェネツィア国際映画祭で監督賞を受賞、たちまち溝口を世界の巨匠に押し上げた。絹代は監督業に進出し、『恋文』（1953年）を初監督した。田鶴子の撮った『初姿』から17年がたっていた。溝口も『雨月物語』（1953年）、『山椒大夫』（1954年）と続けて高い評価を得て、『楊貴妃』（1955年）、『新・平家物語』（1955年）と円熟の境地に達していたが、1956年8月24日に骨髄性白血病で世を去った。
1962年に松竹京都撮影所を定年で離れた後もアルバイトという形で1970年まで映画にかかわり続け、1975年（昭和50年）9月2日、胃がんで世を去った。享年71であった。死去の約4ヶ月前に公開されたドキュメンタリー映画『ある映画監督の生涯 溝口健二の記録』に取材協力として出演している。

## 監督作品
- 1936年3月5日封切 『初姿』 監督補導：溝口健二、脚本：高柳春雄、原作：小杉天外、撮影：三木稔、録音：マキノ正博、出演：月田一郎、大倉千代子、梅村蓉子、小泉嘉輔、葛木香一